# Ana Maria Martinozzi
Ana Maria Martinozzi (em francês:  Anne Marie; Roma, 1637 – Paris, 4 de fevereiro de 1672), foi uma aristocrata e membro da Corte francesa. Era sobrinha do Cardeal Mazarino, minitro-chefe do rei Luís XIV de França.
Veio a casar com Armando de Bourbon, Príncipe de Conti, e foi mãe do famoso libertino Francisco Luís, Príncipe de Conti, le Grand Conti. O seu casamento com o Príncipe de Conti fez dela uma Princesa de Sangue.
Foi também Super-intendente da Casa da Rainha relativamente à rainha-mãe, Ana da Áustria, entre 1657 e 1666.

## Biografia
Ana Maria Martinozzi nasceu em Roma, sendo filha de Jerónimo Martinozzi e de Laura Margarida Mazzarini, filha de Pietro Mazzarini e de Ortensia Bufalini, irmã mais velha de Jules Mazarin, Cardeal e Primeiro-ministro de França durante a menoridade do rei Luís XIV.
Ela e a sua irmã mais nova, Laura, foram trazidas para a França pelo tio, tal como as suas primas maternas, as irmãs Mancini: Laura, Maria, Olímpia, Hortênsia, e Maria Ana. As sete sobrinhas do Cardeal Mazarino ficaram conhecidas por Mazarinettes na Corte francesa. Mazarino conseguiu assegurar casamentos vantajosos para todas elas. Maria de Módena, sobrinha de Ana Maria Martinozzi, chegou a ser Rainha de Inglaterra, como esposa de Jaime II de Inglaterra;
Em 1654, Ana Maria casou com Armando de Bourbon, Príncipe de Conti (1629–1666). O casamento realizou-se no Palácio do Louvre a 22 de fevereiro de 1654.
A 24 de março de 1668, foi madrinha por procuração de Luís, le Grand Dauphin, em representação de Henriqueta Maria de França.
Ana Maria faleceu em Paris no Hotel de Conti, com cerca de 35 anos de idade. Não assistiu ao nascimento da sua primeira neta Maria Ana de Bourbon.

## Casamento e descendência
Do seu casamento com Armando de Bourbom, Príncipe de Conti, nasceram três crianças, duas das quais atingiram a idade adulta:
- Luís (Louis) (1658 - 1658)
- Luís Armando (Louis Armand), que sucedeu ao pai como Príncipe de Conti (1661- 1685), que casou com a sua prima Maria Ana de Bourbon, em 1680 e veio a falecer sem sucessão com apenas 24 anos;
- Francisco Luís (François Louis) (1664 - 1709), que sucedeu ao irmão como Príncipe de Conti e que casou com Maria Teresa de Bourbon em 1680; o casal veio a ser monarcas titulares da Polónia-Lituânia em 1697. Com sucessão. O seu único filho homem, Luís Armando II, sucedeu-lhe como Príncipe de Condi e teve sucessão.

Entre os seus descendentes incluem-se Luís Filipe I de França; os pretendentes ao trono de França e de Itália; e os atuais reis de Espanha e Bélgica.

## Títulos e tratamentos
- 1637 – 22 de fevereiro de 1654 : Senhora D. Ana Maria Martinozzi;
- 22 de fevereiro de 1654 - 21 de fevereiro de 1666 : Sua Alteza Sereníssima, a Princesa de Conti (Madame la Princesse de Conti);
- 21 de fevereiro de 1666 – 4 de fevereiro de 1672 : Sua Alteza Sereníssima, a Princesa viúva de Conti (Madame la Princesse de Conti douairière)